# Ontmenselijking

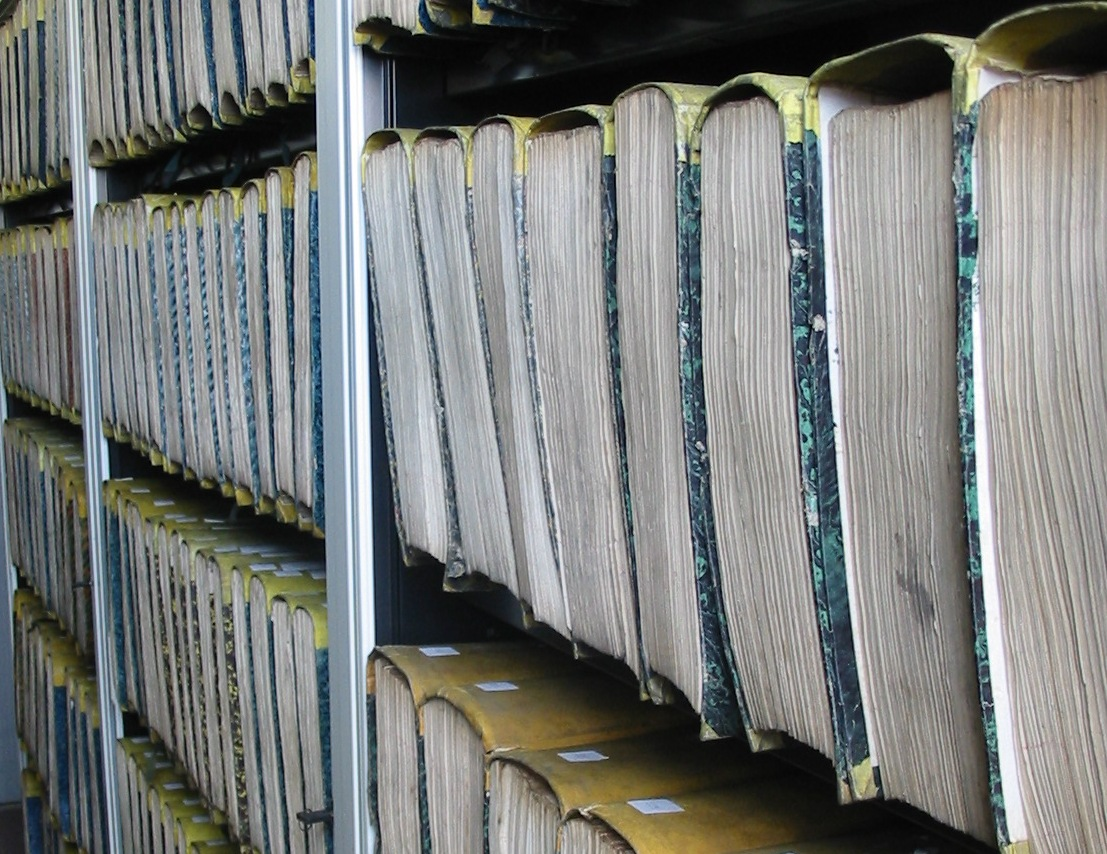
Onpersoonlijke processen kunnen de eerste aanzet zijn tot ontmenselijking.

Ontmenselijking of dehumanisering is een proces waarbij de menselijkheid van een persoon of groep wordt ontkend. Hierbij zijn twee vormen te onderscheiden, het ontkennen van de menselijke natuur en het ontkennen van unieke menselijke eigenschappen.

De eerste – mechanistische – vorm vindt plaats in bureaucratie en automatisering, met als doel de efficiëntie te verhogen.

De tweede – dierlijke – vorm vindt bewust of onbewust plaats en kan variëren van stereotypering tot psychologische of fysieke vernedering van een individu. Vernedering komt voor bij conflicten en geweld. Stereotypering, als een vorm van generalisering, is alledaagser en in eerste instantie onontkoombaar bij het zich vormen van een persoonlijk wereldbeeld.
Empathie zou moeten bijdragen aan het voorkomen van ontmenselijking.

## Mechanistische ontmenselijking
Het toepassen van onpersoonlijke processen, zoals bureaucratie en automatisering, is een mechanistische vorm van ontmenselijking. Hierbij is er sprake van het ontbreken van een psychologische en sociale band tussen de uitvoerende en de betrokken partij. Dit werkt abstractie in de hand waarbij mensen in eerste instantie als nummer worden behandeld. Dit proces wordt versterkt door een hoge administratieve mobiliteit waarbij dossiers of zaken in opeenvolgende fasen door steeds verschillende personen worden behandeld. De voortschrijdende techniek versterkt dit proces van ontpersoonlijking.
Marx zag verregaande arbeidsdeling als een vorm van ontmenselijking. De mens was voor Marx een homo faber waarbij arbeid de belangrijkste vorm van zelfactualisering was. Door verregaande arbeidsdeling veranderde echter de aard van arbeid. Doordat het product van arbeid niet eigen is, treedt vervreemding op en geeft arbeid geen bevrediging meer met ontmenselijking tot gevolg.

## Dierlijke ontmenselijking
Door te ontkennen dat iemand bepaalde menselijke eigenschappen heeft, kunnen de hieraan verbonden rechten ontzegd worden. De mens wordt daarbij teruggebracht tot de status van kind, dier of zelfs ding.
Door het complexe wereldbeeld terug te brengen tot een model van dualisme of dichotomie kunnen tegenstellingen naar voren worden gebracht die daarna als dominerend worden beschouwd. Sen stelt in zijn Identity and Violence dat het een fundamentele oorzaak van geweld is wanneer mensen elkaar zien alsof ze één enkele connectie hebben: bijvoorbeeld hindoe of moslim, in plaats van verschillende connecties: hindoe, vrouw, huisvrouw, moeder, artiest, dochter, lid van een bepaalde sociaal-economische klasse en dergelijke meer, die allemaal een onderdeel van iemands identiteit kunnen zijn. Door slechts een onderdeel van de identiteit naar voren te brengen, kan een eendimensionale tegenstelling bepalend worden voor de onderlinge verhoudingen. Dit kan leiden tot morele ontkoppeling en is al te zien op kleinschalig niveau bij alledaagse verschijnselen als pesten.
Door slachtoffers te beschouwen als minderwaardig, kan de prikkel tot empathie verminderd of zelfs weggenomen worden, waardoor zelfregulering niet of minder wordt toegepast. De basis om een persoon of groepen bepaalde menselijke eigenschappen te ontzeggen kan zeer divers zijn, met als belangrijke vormen ras, etniciteit, geslacht, seksuele geaardheid, nationaliteit, geloof, beroep, leeftijd en sociale klasse. Zo kan een ander volk als barbaars worden omschreven, wat een eerste aanzet tot racisme kan zijn, waarbij iemand op basis van ras bepaalde rechten worden ontzegd. Bij religieuze intolerantie kunnen een persoon rechten worden ontzegd door deze te bestempelen als ongelovige of juist als extremist. Nationalisme doet hetzelfde voor migranten op basis van nationaliteit of etniciteit. Bij seksisme wordt een van de seksen als minderwaardig beschouwd; meestal gaat het hierbij om  vrouwendiscriminatie. Pornografie zou daaraan bijdragen door de vrouw slechts als lustobject neer te zetten. Bij validisme worden mensen met een handicap eendimensionaal beschouwd op grond van hun beperking zonder aandacht voor hun menselijkheid en overige capaciteiten.
In relatief onschuldige vorm kan ontmenselijking beperkt blijven tot het neerzetten van de ander als karikatuur vanuit een vooroordeel. Verder gaat het als dit uitmondt in stigmatiseren van een bepaalde groep. Soms wordt ontmenselijking gebruikt om een eigenbelang te verdedigen. Extreme gevallen zijn de vormen van slavernij waarbij een slaaf echt als bezit wordt gezien (chattel slavery) en genocide, waarbij het bestaansrecht van een hele groep ontkend wordt. Veelal gaat hieraan een periode van propaganda vooraf waarbij de aandacht wordt weggeleid van interne factoren door een andere groep als minderwaardig neer te zetten. Dit kan een hulpmiddel zijn om bepaalde activiteiten te rechtvaardigen.
Ontmenselijking was een belangrijke factor in de trans-Atlantische slavenhandel. Aanvankelijk werd de rechtvaardiging daarvan onder meer gezocht in de Bijbel, waar in Genesis 9 de nakomelingen van Cham tot slavernij vervloekt worden. Later vond men echter vooral rechtvaardiging door de slachtoffers neer te zetten als inferieur en barbaars, daarmee belangrijk bijdragend tot de ontwikkeling van racisme.
Ook in de nazi-ideologie speelde ontmenselijking een belangrijke rol, waarbij het zogenaamde Arische ras als superieur werd voorgesteld ten opzichte van andere volkeren. Het was zaak om het Herrenrasse of de übermensch te vrijwaren van vreemde smetten. Als untermenschen golden vooral Joden, Sinti en Roma, maar ook de Slavische volkeren, Aziaten, homoseksuelen en mensen met een aangeboren handicap. Met deze ontmenselijking als rechtvaardiging werden tijdens de zogeheten Aktion T4 vanaf het najaar van 1939 de gehandicapten op grote schaal vermoord. Vanaf het voorjaar van 1942 werden tijdens de Holocaust meer dan zes miljoen Joden, Roma, Sinti en homoseksuelen vermoord.

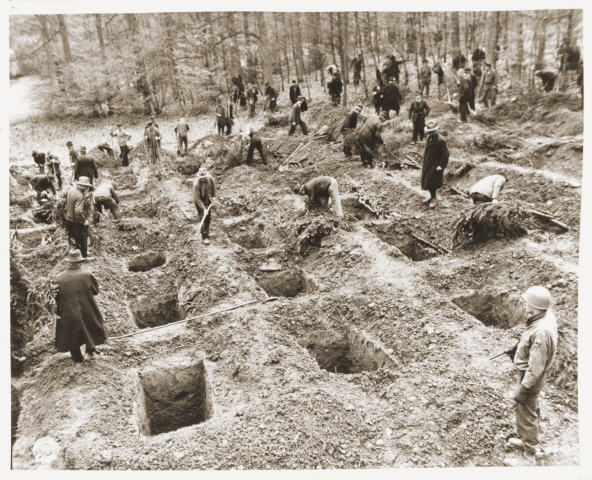
Duitse burgers graven individuele graven voor de 57 Russische slachtoffers van het Arnsberger Woud-bloedbad. Deze slachtoffers waren eerder gedwongen om hun eigen massagraf te graven
Het doel van de Duitsers was hier niet zozeer het laten graven van een graf, als wel het ontmenselijken door vernedering zodat het voor hen makkelijker werd de mannen te doden

De ontmenselijking was niet alleen onderdeel van de staatsideologie, maar vond ook plaats tijdens de moorden zelf om het dragelijk te maken voor de daders. Zo antwoordde de kampcommandant van vernietigingskamp Treblinka, Stangl, op de vraag van journalist Sereny waarom zoveel slachtoffers vernederd werden als men ze toch ging doden:
Om diegenen die deze maatregelen uit moesten voeren te conditioneren. Om ervoor te zorgen dat ze in staat waren te doen wat ze deden.
Bij de logistiek van de genocide door de nazi's op Joden, zigeuners, en politieke tegenstanders in de Tweede Wereldoorlog was er sprake van een combinatie van beide vormen van ontmenselijking, waarbij het administratieve verhullende nazi-jargon een belangrijke rol speelde: Endlösung (definitieve oplossing, wat stond voor massamoord), Sonderbehandlung (speciale behandeling, wat stond voor op individu toegesneden marteling en/of moord), Lager (kamp, wat stond voor vernietigingskamp).

## Psychologische factoren
Naast sociologische en technologische factoren zijn ook psychologische factoren van belang bij ontmenselijking. Psychopathie en frontotemporale dementie kunnen een verminderde empathie tot gevolg hebben doordat andermans behoeftes en emoties niet herkend of erkend worden.

## Noot
1. ↑  Sereny (1974)